# Johann Straubenmüller

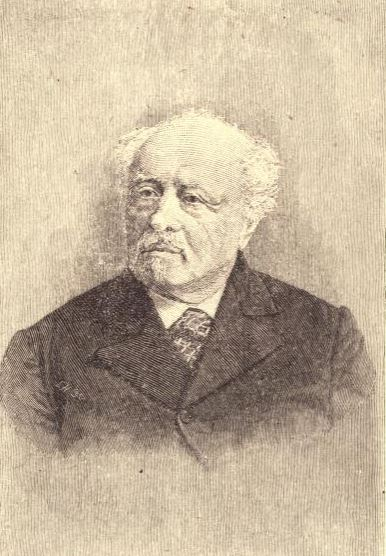
Johann Straubenmüller. Holzschnitt von Ernst Heinemann

Johann Straubenmüller, später John Straubenmuller (* 11. Mai 1814 in Schwäbisch Gmünd; † 12. November 1897 in Manhattan, New York) war ein deutsch-amerikanischer Lehrer und Dichter und Mitglied der Turnbewegung Friedrich Ludwig Jahns.
Als unständiger Lehrer wirkte er in Ellwangen, Stuttgart, Schwäbisch Gmünd und Horb. 1848 kämpfte der Turner mit Reden und Gedichten für die Freiheit. Beispielsweise wetterte er gegen den Bundestag:

„Ihr Metternichschen Geister

packt ein und geht nach Haus!

Das Volk ist selbst sich Meister

und euer Spiel ist aus!“

Ein im Schwarzwälder Boten erschienenes Gedicht führte zu seiner Verhaftung wegen Aufforderung zum Hochverrat. Zur Auswanderung „begnadigt“, gelang es nicht, ihm eine Stelle in der Schweiz zu verschaffen. Die Bemühungen, eine Stelle an einer privaten Lehranstalt in Stuttgart zu erhalten, soll der Minister Duvernoy mit den Worten So lange der Straubenmüller im Lande ist, gibt es noch keine Ruhe! hintertrieben haben.
1852 übersiedelte Straubenmüller nach Nordamerika. In Baltimore arbeitete er als Lehrer und Organist. Von 1863 bis 1876 war er Direktor der „Freien deutschen Schule“ in New York.
Sein umfangreichstes Werk ist das Epos „Pocahontas, oder: Die Gründung von Virginien“ (Baltimore 1858).

## Schriften (Auswahl)
- Pocahontas: Oder, Die Gründung von Virginien. (?). Schmidt in Komm., Baltimore, 1858
- Gedichte für die liebe Jugend. (Lyrik). Selbstverlag des Verfassers, New York, 1867
- Herbstrosen: Gesammelte Gedichte. (Lyrik). E. Steiger & Co., New York, 1889